# Euproctis petavia
Euproctis petavia is een vlinder uit de familie spinneruilen (Erebidae), onderfamilie donsvlinders (Lymantriinae). De wetenschappelijke naam van deze soort is voor het eerst geldig gepubliceerd in 1782 door Stoll.
De soort komt voor in tropisch Afrika.